# Фернандес Меркау, Николас
Николас Эсекиэль Фернандес Меркау (исп. Nicolás Ezequiel Fernández Mercau; родился 11 января 2000, Буэнос-Айрес, Аргентина) — аргентинский футболист, полузащитник клуба «Эльче».

## Клубная карьера
Меркау — воспитанник клуба «Сан-Лоренсо». 12 января 2020 года в поединке Кубка Аргентины против «Тальерес» Николас дебютировал за основной состав. 14 ноября в матче против «Альдосиви» он дебютировал в аргентинской Примере.